# Kitagata (Giappone)
Kitagata (北方町?) è una cittadina giapponese della prefettura di Gifu.